# Más allá del puente
Más allá del Puente foi uma telenovela mexicana produzida por Carla Estrada para a Televisa e exibida pelo Canal de las Estrellas entre 8 de novembro de 1993 e 25 de março de 1994.
Foi protagonizada por Maria Sorté e Alfredo Adame e antagonizada por Lilia Aragón,  Susana Alexander, Fernando Colunga, Felicia Mercado  e Jorge Russek .

## Sinopse
Alicia Sandoval está feliz junto com seu marido Eduardo Fuentes, pois estão a espera de seu primeiro filho. Isto incita Ofelia e Leonor Rivas, a obstetriz de Alicia, convencer Eduardo que o filho não é dele.

## Elenco
- Maria Sorté - Alicia Sandoval
- Alfredo Adame - Eduardo Fuentes
- Angélica Aragón - Chole
- Katy Jurado - La Jurada
- Amairani - Lupita
- Lilia Aragón - Ofelia
- Fernando Colunga - Valerio
- Sergio Klainer - Adrián
- Andrés Gutiérrez - Fayo
- Juan Manuel Bernal - Chinino
- Lupita Lara - Úrsula
- Lucas André Lima- Carlos Sandoval
- Joel Núńez - Humberto
- Felicia Mercado - Sara
- Patricia Navidad - Rosalía
- Dulce - Dulce
- Arcelia Ramírez - Carolina
- Eduardo Rivera - Jacinto
- Jorge Russek - Don Fulgensio
- Eduardo Santamarina - Luis Enrique
- Eric del Castillo - Daniel
- Omar Fierro - Felipe
- Susana Alexander - Leonor Rivas
- Ada Carrasco - Lich
- Miguel Córcega - Hernán
- Carmelita González - Queta
- Manuel Guizar - Guzmán
- Javier Marc - Dotor Molinero
- Alejandra Meyer - Ruperta
- Monica Miguel - Amaranta
- René Muñoz - Quijano
- Lourdes Deschamps - Rocío
- Ana Bertha Espín - Senhora Resendiz
- Carlos Giron - Carlos
- Tomas Goros - Eulogio
- Lily Inclán - Chichy
- Gloria Jordan - Mica
- Raúl Magaña - Chiro
- Justo Martínez - Gigio
- Armando Palomo - Danilo
- Monica Prado - Estela
- José Carlos Ruiz - Ruiz
- Amara - Silvia
- Socorro Avelar- Serafina
- Arturo Benavides - Ten. Garcia
- Manuel Benitez - Ten. Franco
- Odiseo Bichir - Tilico
- Jorge Caceres - Leonardo
- Zoila Quiñones - Margarita
- Sergio Sánchez - Vicente
- Isabel Andrade - Eulalia
- Mario del Rio - Lorocano
- Javier del Valle - Ambrosio
- Rocio Fernández - Muralla
- Leopoldo Francis - Pescatore
- Arturo Lorca - Don Tomás
- Sara Luz - Adela
- Rafael Bazán - Tripilla
- Lourdes Villareal - Lana
- Victor Ziuz - Efraín
- Mauricio Achar - Alex
- Raúl Azkenazi - Joel
- Mariana Brito - Mariana
- Irán Castillo - Irán
- Alberto Chavez - Marcelo
- Liliana de Ita - Liliana
- Clara María Dear - Patricia
- Alfonso Dorantes - Cantinero
- Maru Dueñas - Carmelita
- Maripaz García - Viviana
- German Gutiérrez - Hugo
- Claudia Marin - Secretaria
- Moises Miranda - Mimo
- Gerardo Morell - Esteban
- Genoveva Moreno - Vilma
- Carlos Osiris - Chaquiste
- Nayeli Pellicer - Nayeli
- Alejandro Russek - Ruso
- Ruben Trujillo - Paco
- Gerardo Vasquez - Gabriel

## Exibição
Foi exibida pelo canal pago TLNovelas entre 20 de março a 04 de agosto de 2000.